# 薬学部
薬学部（やくがくぶ）は、大学の学部のひとつ。薬学の教育、研究がなされる。本項においては、別段の記述が無い限り日本の大学における薬学部について述べるものとする。薬剤師国家試験の受験資格が与えられる6年制の薬学科と、与えられない4年制の薬科学科がある。
薬学部を有する大学は、薬用植物園（薬草園）を附属させることを必要とされ（大学設置基準第39条）、6年制課程を有する薬学部をもつ大学は、薬学実務実習に必要な施設を確保する義務を有する（大学設置基準第39条の2）。

## 概要
薬剤師法により薬学部卒業が薬剤師国家試験の受験要件となっているため、医学部、歯学部、獣医学部などと同様、薬学部は、国家資格保有者（薬剤師）養成機関としての性格を有している。ただし、他の医療系学部と違い就職先は多様であり、性格は大学ごとに相当異なっている。東京大学をはじめとした上位国立大学では薬剤師職能教育よりも、研究者育成教育に力を入れているところがほとんどである。例えば、東京大学の場合、薬科学科の定員が72名なのに対し、薬学科の定員は8名となっている。
自然科学系学部でありながら、伝統的に女子学生が他学部に比べて多い。その理由は、日本において薬剤師は1940年代以前から女性が進出可能な職域であったため、と言われている。
2006年以前の4年制課程では、教職課程も修めることで中学校教員免許（理科）と高等学校教員免許（理科）を取得したり、臨床検査に関わる一定の科目を履修することで臨床検査技師国家試験に合格する場合もあった。

## 歴史
日本においては、そのルーツは旧制高等中学校医学部薬学科から旧制高等学校医学部薬学科、旧制帝国大学医学部薬学科（製薬学科）、旧制医科大学薬学科を経たものや旧製薬学専門学校にあるが、1950年代から1970年代の文部省の学校教育法改編と国立大学組織の改編などを経て、学部として設置されるようになり、今日に至る。前記以外の学校に起源をもつ薬学部としては、徳島大学薬学部（旧制徳島高等工業学校（現: 徳島大学工学部）応用化学科より）、日本大学薬学部（日本大学旧工学部（現: 理工学部）薬学科より）などがある。なお、薬剤師養成課程を最後まで医学部に置いていた大学は広島大学(旧：医学部総合薬学科）であ、6年制に移行する直前の2006年まで置かれていた。

### 学位の種類と変遷
薬学部で授与される学位呼称は、学士（薬学）が主な例である。明治時代以降、はじめて学位制度が出来た折は学士号の一種として製薬士の学位が設けられ、その後主に薬学士などの名称になったが、平成以降、学士号が学位に編入されたことから、今日の学位名称となっている。現行の大学院薬学研究科においては、修士（薬学、医療薬学など）、博士（薬学、医療薬学など）の学位が授与される。
2006年度入学より4年間を標準修業年限とする通常の大学課程と6年間を標準修業年限とする二つの課程が設けられた。新4年制課程で得られる学位は学士（薬科学）などである。一方、6年制課程で得られる学位は学士（薬学）である。4年制課程は基礎薬学や創薬科学関連の教育研究を確保するため残された。6年制課程は薬剤師職能教育を充実させるため長期の病院薬局実務実習が導入されるなど、「薬学を履修する課程のうち臨床に係る実践的な能力を培うこと」を主たる目的とする。
薬剤師国家試験の受験資格は6年制課程を卒業または卒業見込の者に与えられ、新4年制課程の卒業または卒業見込の者には与えられない。6年制課程は通常の大学課程と異なり、博士課程に直接入学できるなど修士相当の扱いを受ける。大学院薬学研究科では、新4年制など、通常の大学課程から進学する場合、修士（薬科学）、博士（薬科学）などの学位が、6年制課程から進学する場合、博士（薬学）の学位が授与される。

### 6年制移行の経緯
改正学校教育法および改正薬剤師法により、2006年から薬学部では6年制課程の設置がスタートし、2012年には6年制課程の卒業者を対象に新しい薬剤師国家試験が初めて実施された。6年制課程においては約半年の薬局病院実務実習が必修化された。薬学部の標準修業年限が6年に延長されることとなった背景には、薬剤師の教育の場である薬学部を6年制にすることで先進国の中で遅れている薬剤師の教育を充実させ医療の質の向上をはかる、という旧厚生省（現: 厚生労働省）の要望があった。
一方、旧帝国大学等一部の大学においては、博士前期課程の廃止や博士後期課程の修業年限の延長により大学院生が少なくなる、という反論がなされていたといわれ、現にこれらの大学においては4年制課程を残置する傾向にある。現在の定員を各課程ごとに法人別に併記すると、国公立大学の6年制課程が約700名、4年制課程が約1,500名、一方、私立大学では6年制課程が約10,000名、4年制課程が約500名となっている。

## 入学試験
2006年度の薬学部6年制課程導入以降、私立大学薬学部の入試動向は大きく変化した。その要因には、
などがあげられる。これらの影響から、6年制移行前と比べ私立大学薬学部の平均偏差値は大幅に下落した。現在、私立大学薬学部の約3割が定員割れを起こしており、受験生離れが深刻化してきている。

### 学科
薬学部には以下のような学科が存在する。ただし、大学によってその設置状況は異なっている。なお、6年制課程と4年制課程を併設する大学では入学試験の段階で一括募集する場合と別途募集する場合とがある。
旧4年制課程（2005年4月入学生まで）
薬学科、総合薬学科、製薬学科、生物薬学科など。卒業または卒業見込で薬剤師国家試験受験資格を得る。
新4年制課程（2006年4月以降入学生）
学科名称は薬科学科など。6年制課程の設置に伴い旧来の4年制教育は基礎薬学や創薬科学関連の教育研究を確保するため新4年制課程として残された。なお、新4年制課程を卒業した者は、たとえ修士又は博士課程を修了しても薬剤師国家試験受験資格は得られない（受験資格獲得のためには、6年制課程に編入学または再入学するしかない）。しかし、2017年度までの入学者に限り、経過措置として、所定の条件を満たすことで受験資格を例外的に得ることができる。受験資格に関する時限的な経過処置については薬剤師国家試験を参照。
6年制課程（2006年4月以降入学生）
学科名称は薬学科など。長期の薬局病院実務実習が必修化された。実務実習に入る前にいわゆる「薬学共用試験」として、知識および問題解決能力を評価する客観試験 (CBT: Computer Based Testing) と、技能・態度を評価する客観的臨床能力試験 (OSCE: Objective Structured Clinical Examination) が課せられる。2009年度約9,400名の学生が初めて受験し99%以上が合格と判定された。卒業または卒業見込で薬剤師国家試験受験資格を得る。

### 大学院
旧4年制課程を基礎におく大学院薬学研究科は、標準修業年限が2年の修士課程、さらに標準修業年限が3年の博士課程が存在する。新4年制課程を基礎におく場合も旧4年制課程とかわらない態様となるが、学位呼称は修士（薬科学）、また、博士（薬科学）などとなる。なお、6年制課程の薬学部においても、独立大学院として薬科学研究科修士課程が設置されている場合がある。6年制課程を基礎におく大学院薬学研究科は博士課程のみで標準修業年限は4年である。学位呼称は博士（薬学）となる。

## 卒業後の進路
毎年薬学部卒業生の卒後動向調査が行われている。

### 2009年
2009年の調査結果（必然的に旧4年制のみ）は次の通り。
学部卒業者
薬学部卒業生を出している62大学が回答。卒業生の数は約10,693人（男4,598人、女6,095人）。
卒業生の主な進路は、薬局32.7%（前年比+2.0）、進学25.0%（前年比-3.9）、病院診療所薬局16.9%（前年比+2.1）、製薬会社8.3%（前年比−0.3）、医薬品販売業5.4%（前年比−0.4）、病院診療所研究生1.7%（前年比-0.1）、衛生行政1.6%（前年比+0.1）、大学0.2%（前年比±0）、就職せず・未定5.1%（前年比±0）、その他4%である。
設置主体別では、国立大学で進学66.8%、薬局8.2%、病院診療所薬局8.5%、公立大学で進学67.1%、薬局11.1%、病院診療所薬局11.1%、私立大学では薬局36.2%、進学18.7%、病院診療所薬局18.3%となっている。
国立大学男子の進学率は75%に達する。全体を通して進学と薬局への就職が多いのが特徴。
大学院博士前期課程（修士課程）修了者
製薬会社33.5%（前年比+2.6）、病院診療所薬局28.9%（前年比-3.2）、衛生行政・大学7.1%（前年比-0.6）。
大学院博士後期課程（博士課程）修了者
製薬会社33.0%（前年比+9.4）、大学・衛生行政18.7%（前年比+1.7）、病院診療所薬局6.2%（前年比-0.6）。

### 2010年
2010年の調査結果は次の通りです。
この調査の学部卒業者は新4年制課程の初めての卒業生である（2006年4月入学者）。卒業者総数は972名（国立14校、公立3校、私立12校）で、そのうち大学院進学者は895人 (92%) に達しました。

## 薬学部を持つ日本の大学
2021年4月現在、国立14大学14学部、公立大学5大学5学部、私立大学58大学60学部（国際医療福祉大学と徳島文理大学は各2つの薬学部を持つ）の合計77大学79学部設置されている。

### 国立（14大学14学部）
- 北海道大学†
- 東北大学†
- 千葉大学†
- 東京大学†
- 富山大学†
- 金沢大学（医薬保健学域薬学類）†
- 京都大学†
- 大阪大学
- 岡山大学†
- 広島大学†
- 徳島大学
- 九州大学†
- 長崎大学†
- 熊本大学†

### 公立（5大学5学部）
- 岐阜薬科大学
- 静岡県立大学†
- 名古屋市立大学†
- 和歌山県立医科大学
- 山陽小野田市立山口東京理科大学

### 私立（58大学61学部）
- 北海道医療大学
- 北海道科学大学
- 青森大学
- 岩手医科大学
- 東北医科薬科大学†
- 奥羽大学
- 医療創生大学
- 国際医療福祉大学（薬学部と福岡薬学部、成田薬学部)
- 高崎健康福祉大学
- 城西大学†
- 日本薬科大学†
- 城西国際大学（2025年度から健康科学部）
- 千葉科学大学
- 順天堂大学
- 日本大学
- 東邦大学
- 東京理科大学†
- 帝京平成大学
- 東京薬科大学
- 明治薬科大学†
- 昭和医科大学
- 昭和薬科大学
- 星薬科大学†
- 慶應義塾大学†
- 北里大学†
- 武蔵野大学
- 帝京大学
- 横浜薬科大学†
- 湘南医療大学
- 新潟薬科大学
- 北陸大学
- 岐阜医療科学大学
- 名城大学
- 愛知学院大学
- 金城学院大学
- 鈴鹿医療科学大学
- 京都薬科大学
- 同志社女子大学
- 立命館大学†
- 大阪医科薬科大学
- 近畿大学†
- 摂南大学
- 大阪大谷大学
- 神戸薬科大学
- 武庫川女子大学†
- 神戸学院大学
- 兵庫医科大学
- 姫路獨協大学 (募集停止)
- 広島国際大学
- 安田女子大学
- 福山大学
- 就実大学
- 徳島文理大学（薬学部と香川薬学部）
- 松山大学
- 福岡大学
- 第一薬科大学
- 長崎国際大学
- 九州保健福祉大学†
- 崇城大学

## 近年、薬学部を新設した大学
2018年度開設
- 山陽小野田市立山口東京理科大学 （2008年度の鈴鹿医療科学大学、立命館大学の新設から10 年ぶりの新設）

2020年度開設
- 岐阜医療科学大学 (薬学部薬学科)
- 国際医療福祉大学 (福岡薬学部薬学科)

2021年度開設
- 和歌山県立医科大学 (薬学部薬学科)
- 湘南医療大学 (薬学部医療薬学科)
- 大阪医科薬科大学（大阪医科大学を名称変更し、大阪薬科大学と合併）

2022年度開設
- 兵庫医科大学（兵庫医科大学と兵庫医療大学を統合）

2024年度開設
- 順天堂大学（薬学部薬学科を新設）
- 国際医療福祉大学（成田薬学部薬学科を新設）

なお、将来的に薬剤師が過剰となる見込みもあり、2025年度以降の実施を予定する6年制薬学部の新設・定員増は、「薬剤師不足の都道府県で、その対策として行われるもの」「2023年10月1日時点で認可申請に関連した契約まで進んでいたもの」を除き、原則として認可しないこととなった。